# قائمة زملاء الجمعية الملكية المنتخبين في 1978
هذه الصفحة تعرض قائمة زملاء الجمعية الملكية المُنتخبين لعام 1978.

## الزملاء
- Donald Lynden-Bell [الإنجليزية]‏
- Ronald Oxburgh, Baron Oxburgh [الإنجليزية]‏
- تشارلز
- John Francis Talling [الإنجليزية]‏
- Ainsley Iggo [الإنجليزية]‏
- Sydney Cohen [الإنجليزية]‏
- موري جيلمان
- Alexander Boksenberg [الإنجليزية]‏
- غراهام سيلبي ويلسون
- أرشيبالد هوى
- Peter Whittle (mathematician) [الإنجليزية]‏
- Malcolm Davenport Milne [الإنجليزية]‏
- هار غوبند خورانا
- James Stanley Hey [الإنجليزية]‏
- Richard Rado [الإنجليزية]‏
- باري جونسون [الإنجليزية]‏
- John Arthur Joseph Pateman [الإنجليزية]‏